# 蓋瑟瓦德

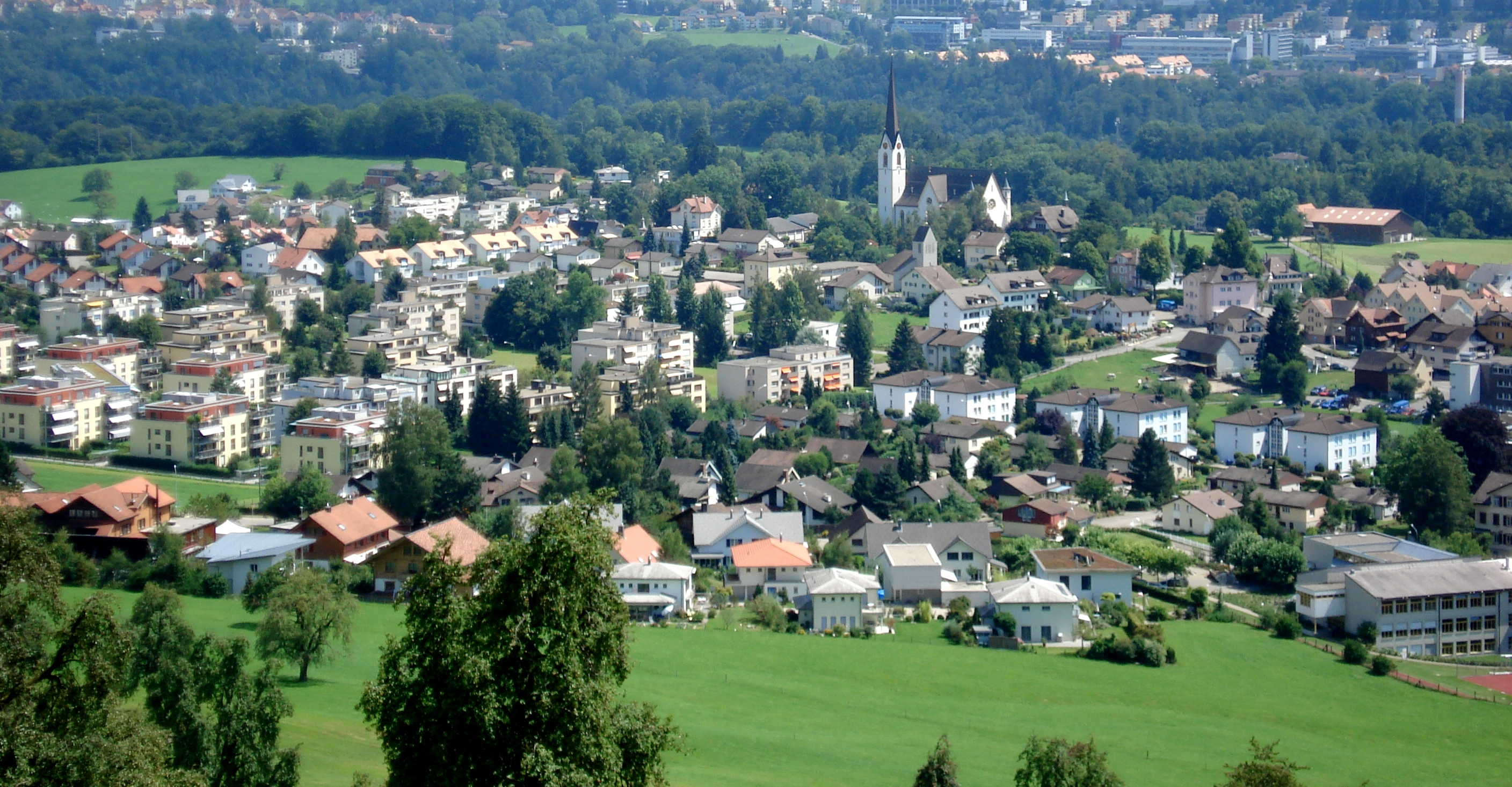

蓋瑟瓦德是瑞士的城鎮，位於該國東北部，由聖加侖州負責管轄，面積12.66平方公里，海拔高度650米，2011年人口8,049，一半人口信奉羅馬天主教，人口密度每平方公里636人。

## 外部連結
- Official website （页面存档备份，存于）